# 裴遵慶
裴 遵慶（はい じゅんけい、生年不詳 - 775年）は、唐代の官僚・政治家。字は少良。本貫は絳州聞喜県。

## 経歴
幼くして自ら勉学に励み、書物を広く渉猟した。身を慎んで跡をくらまし、当世の時務に才幹を見せなかった。門蔭により任用され、潞王府司法参軍に任じられた。吏部に召し出され、大理寺丞に任じられた。司門員外郎・吏部員外郎を歴任し、判南曹をつとめた。天宝年間、毎年吏部の扱う人選は万を数えたが、遵慶は明敏博識で記憶力が強く、考査簿を詳しく調べて人事の事務を滞らせず、当時に吏事第一と称された。
天宝末年、楊国忠が政権を握ると、自分につかない者を外官に出したが、遵慶もまた郡太守として出された。至徳元載（756年）、粛宗が即位すると、召し出されて給事中・尚書右丞・吏部侍郎に任じられた。上元2年（761年）、蕭華の推薦を受けて黄門侍郎・同中書門下平章事（宰相）となった。広徳元年（763年）、僕固懐恩の反乱軍が汾水流域を兵で封鎖すると、遵慶は代宗に忠実純粋さを買われて、汾州宣慰使として僕固懐恩の説得にあたることになった。遵慶が僕固懐恩と会見して朝廷の意思を伝えると、僕固懐恩は遵慶に従って朝見しようとしたが、副将の范志誠の説に惑わされ、僕固懐恩はけっきょく死を恐れて降伏しなかった。ときに吐蕃が長安を陥落させたため、代宗は陝州に避難し、遵慶は汾州から行在に駆けつけた。代宗が長安に帰ると、遵慶は太子少傅となった。
永泰元年（765年）、裴冕らとともに集賢院待制となり、知政事（宰相）を退任した。永泰2年（766年）、吏部尚書に転じ、再び知選補をつとめた。大暦4年（769年）、尚書右僕射となった。ときに遵慶が選抜した天興県尉の陳琯に不遜の言辞があり、遵慶も連座して省門で鞭罰30を受け、吉州員外司戸参軍に左遷された。大暦10年（775年）10月、在官のまま死去した。享年は九十数歳。著書に古今の礼を叙述した『王政記』があった。
子に裴向があった。

## 伝記資料
- 『旧唐書』巻113 列伝第63
- 『新唐書』巻140 列伝第65